# Fremont (Indiana)
Fremont é uma cidade  localizada no estado americano de Indiana, no Condado de Steuben.

## Demografia
Segundo o censo americano de 2000, a sua população era de 1696 habitantes.
Em 2006, foi estimada uma população de 1641, um decréscimo de 55 (-3.2%).

## Geografia
De acordo com o United States Census Bureau tem uma área de
5,8 km², dos quais 5,8 km² cobertos por terra e 0,0 km² cobertos por água.

## Localidades na vizinhança
O diagrama seguinte representa as localidades num raio de 20 km ao redor de Fremont.